# John David Lamb
John David Lamb (Portland, 11 maart 1935) is een Amerikaanse componist, muziekpedagoog, dirigent en muziekuitgever.

## Levensloop
Lamb groeide op in Yakima en maakte eerste compositiepogingen op zesjarige leeftijd. Hij studeerde muziektheorie, compositie aan de San Francisco State University in San Francisco en behaalde zijn Bachelor of Arts in 1956. Vervolgens studeerde hij compositie en orkestdirectie aan de Universiteit van Washington in Seattle en behaalde zijn Master of Arts in 1958 met zijn compositie Concert in D majeur, voor hoorn en kamerorkest. Verder studeerde hij compositie bij de Letse componist Volfgangs Darzins in Seattle van 1956-1960, vooral de traditionele Zweedse volksmuziek en dansen. 
Als muziekpedagoog werkte hij aan openbare scholen in Seattle van 1960 tot 1996. 
Lamb richtte een muziekuitgeverij en platenmaatschappij Näckens Vänner op en heeft daarmee verschillende cd's gepubliceerd.
Als componist schreef hij vele werken in opdracht, zoals voor het Portland Junior Symphony Orchestra, het Northwest Chamber Orchestra, het Yakima Symphony Orchestra, het Kronos Quartet en de Brass Band Northwest alsook voor het Colorado MahlerFest in Boulder en het MahlerFest, georganiseerd door de Internationale Gustav Mahler Gesellschaft in Wenen. In 2007 werd hij bekroond met de Detroit Music Award.

## Composities

### Werken voor orkest
- 1958 Concert in D majeur, voor hoorn en kamerorkest
- 1958 Days Of Innocence, scherzo en chaconne voor dwarsfluit en strijkorkest
- 1958 Song & Dance, kamerconcert voor hoorn en kamerorkest
- 1959-1967 Nightscape, versie voor orkest[3]
- 1965 Joseph lieber Joseph mein (Joseph dearest, Joseph mine), kerstlied voor schoolorkest
- 1966 Sumer is icumen in, parafrase voor orkest
- 1966 rev.1982 Comoedia, karikaturen voor orkest
- 1967 Elizabethan Suite, voor orkest
  1. All in a garden green
  2. Lilli Burlero
  3. Goddesses
  4. Greensleeves
  5. Parson's farewell
- 1968 Diptych, voor orkest
- 1974 rev.2005 Epithalamium, 2 delen voor strijkorkest
- 1974 Barney & The Kidnappers, voor spreker en strijkorkest
- 1983 rev.2001 Facetiae, divertimento voor orkest
- 1998 In Taberna, 3 stukken voor orkest
- 1999 Delights & Fancies, suite voor jeugdorkest
- 2000 Exhibition, voor piccolo en orkest
- 2001 Flash-Points, 13 groteske stukjes voor orkest

### Werken voor harmonieorkest of brassband
- 1956 rev.1993 Nocturne, voor altsaxofoon en blazersensemble
- 1958/2006 Allegro Rustico, voor altsaxofoon en harmonieorkest
- 1959-1967 Nightscape, versie voor harmonieorkest
- 1959 rev.1997 "Escapade 12'", voor harmonieorkest
- 1967 Night Music, voor altsaxofoon en harmonieorkest
- 1967 Serenade, voor harmonieorkest
- 2002 Sorrow's Turning, voor harmonieorkest
- 2003 Waltzing On Air, voor brassband
- 2004-2006 A Walk In The Park, voor brassband - ook in een versie voor harmonieorkest
- 2004-2006 Parade Number, voor brassband - ook in een versie voor harmonieorkest
- 2005 Our Time Is Now, fanfare voor koperensemble en slagwerk - gecomponeerd voor het Colorado MahlerFest 2006 in Boulder
- 2007 Proost! - Drinking tune for Dutch village band

### Muziektheater

#### Opera
| Voltooid in   | titel                               | aktes | première | libretto |
| ------------- | ----------------------------------- | ----- | -------- | -------- |
| 1958 rev.1975 | St. George & the dragon, kameropera |       |          |          |

### Vocale muziek

#### Cantates
- 1960 King Midas, scenische cantate voor kinderen

#### Werken voor koor
- 1967 Short Mass, voor vrouwen- of kinderkoor en blokfluit
- 1967 Bicinia Americana, 13 tweestemmige liederen voor kinderkoor
- 1968 Psalm 150, voor gemengd koor

#### Liederen
- 1958 Heart-Springs, voor sopraan, alt, hoorn en piano - tekst: Hopkins
- 1958 Fuge, voor bariton en piano - tekst: Clemens Brentano, Achim von Arnim uit "Des Knaben Wunderhorn"
- 1959-1961 Idyll uit "Song of Songs", voor sopraan en kamerorkest
- 1968 Five Shakespearean Madrigals, voor sopraan, tenor, 2 sopraanblokfluiten, tamboerijn en kleine trom - William Shakespeare
  1. O mistress mine
  2. Take, o take
  3. Blow, blow
  4. How should I your true love know?
  5. Drinking song
- 1970 Magic Garden, kinderliederen voor zangstem en piano
- 1975 Shakespeare Songs, vijf liederen voor hoge zangstem en strijkorkest - tekst: William Shakespeare

### Kamermuziek
- 1957 Outcry, voor twee trompetten
- 1957 Flourishes, voor twee natuurhoorns
- 1960/1971 Barefoot Dances, voor twee altsaxofoons[4]
- 1960-1985 Asymmetrical Dances, 16 stukken voor twee violen
- 1961 Antique Dances, voor tenorsaxofoon en tamboerijn
- 1961 rev.1995 Sonate, voor sopraansaxofoon en piano
- 1963 Finney's folly and Frolic, voor baritonsaxofoon en piano
- 1964 Romp, voor baritonsaxofoon en piano
- 1977 Madrigal, voor sopraansaxofoon, altsaxofoon en tenorsaxofoon
- 1983-1993 Swedish Design I, II, III, 75 duetten in Zweedse folk stijl voor violen (ook 13 duetten voor klarinet en sopraansaxofoon) - waaronder
  1. Röda strumpor
  2. Sun Break
  3. ...men hemma bäst
  4. Pipans hambo
  5. Blåbärstället
  6. Den flygande gurkan
  7. Orkila Rain
  8. Älgen på taket
  9. Sally's Waltz
  10. Bittersweet
  11. Det våras för Byfåns Mats
  12. Polska för Anders Sparf
  13. Vintervalsen
  14. Seattle / Scio Express
  15. När alla enbär mogna...
  16. Väldigt nära polska
  17. Linelle's Waltz
  18. Jag blir gammal, kära du!
  19. Long Time Passing
  20. Mary's Waltz
  21. Långdans från Sveaplan (allspel)
- 1987 Caricatures, voor klarinet en piano
- 1992 Night Music - fäbodlåt och polska, voor strijkkwartet
- 1993 Affirmations, voor saxofoonkwartet
- 1994 Follies, voor baritonsaxofoon en piano
- 1996 Nocturne, voor altsaxofoon en orgel
- 1997 Fables, voor altsaxofoon en piano
- 1997 Långdans Efter Byfåns Mats, voor Zweedse doedelzak en strijkkwartet
- 1999 Personae, sonate voor hoorn en piano
- 1999 Cradle Tune, voor dwarsfluit, hobo, klarinet, fagot, contrabas en harp
- 1999 Against the Darkness, voor dwarsfluit, hobo, klarinet, fagot, hoorn, piano, contrabas en slagwerk
- 1999 Lullaby For Anna Grace, voor saxofoonkwartet (ook in een versie voor klarinetkwartet)
- 1999 Waltzing On Air, voor klarinettenkoor (ook in een versie voor 12 saxophones (sopranino; 2 sopraansaxofoons; 3 altsaxofoons; 3 tenorsaxofoons; 2 baritonsaxofoons; bassaxofoon))
- 2000 Halcyon Summer, voor koperkwintet
- 2000 Inscapes, voor tenoorsaxofoon en piano
- 2001 Chorale Variations, voor 2 tenorsaxofoons en baritonsaxofoon
- 2001 On Vacation, voor twee trompetten, hoorn, trombone, tuba en orgel
- 2004 Play Time for Aili Rebekka, voor sopraansaxofoon en piano
- 2004-2005 Rueful Passages, voor dubbelblaaskwintet en slagwerk
- Cheers!, voor klarinettenkoor

### Werken voor harp
- 1966 Beyond the Clouds